# Harold Anderson
W. Harold Anderson (Akron, 11 settembre 1902 – Fort Lauderdale, 13 giugno 1967) è stato un allenatore di pallacanestro statunitense, membro del Naismith Memorial Basketball Hall of Fame dal 1985.